# Округ Пикенс (Алабама)
Округ Пикенс (енгл. Pickens County) је округ у америчкој савезној држави Алабама. По попису из 2010. године број становника је 19.746. Седиште округа је град Керолтон.

## Демографија
Према попису становништва из 2010. у округу је живело 19.746 становника, што је 1.203 (5,7%) становника мање него 2000. године.
| Група             | 2000.          | 2010.          |
| Белци             | 11.676 (55,7%) | 11.027 (55,8%) |
| Афроамериканци    | 8.999 (43,0%)  | 8.211 (41,6%)  |
| Азијати           | 23 (0,1%)      | 36 (0,2%)      |
| Хиспаноамериканци | 147 (0,7%)     | 313 (1,6%)     |
| Укупно            | 20.949         | 19.746         |